# Wood (priimek)
Wood je priimek angleškega izvora, ki ga nosi več znanih oseb:
- Chris Wood (*1991), novozelandski nogometaš
- Ed Wood (1924–1978), ameriški filmski ustvarjalec
- Elijah Wood (*1981), ameriški igralec
- Evan Rachel Wood (*1987), ameriška igralka
- Ernest Wood (1894–1971), britanski general
- George Neville Wood (1898–1982), britanski general
- Harry A. Wood (1894–1959), kanadski letalski častnik, vojaški pilot in letalski as
- Leonard Wood (1860–1927), ameriški zdravnik, kirurg, general, diplomat, veleposlanik, politik in pisatelj
- Natalie Wood (1938–1981), ameriška igralka
- Noel Mewton-Wood (1922–1953), avstralski pianist
- Reginald Wood Andrews (1897–1978), britanski general
- Robert Williams Wood (1868–1955), ameriški fizik in izumitelj
- Ron Wood (*1947), angleški rock kitarist in basist
- Sidney Wood (1911–2009), ameriški tenisač